# 皮薩里夫卡 (沃洛奇斯克區)
49°31′12″N 26°26′45″E / 49.52000°N 26.44583°E
皮薩里夫卡（烏克蘭語：Писарівка）是位於烏克蘭西部的村莊，由赫梅利尼茨基州裡赫梅利尼茨基區的維季夫齊市鎮負責管轄。該村始建於1593年，面積4平方公里，海拔高度297米，2001年人口1,837。